# مدرسه وارتون دانشگاه پنسیلوانیا
مدرسه وارتون دانشگاه پنسیلوانیا (به انگلیسی: School of the University of Pennsylvania) قدیمی‌ترین و معتبرین دانشکده مدیریت کسب‌وکار و اقتصاد در جهان است.
این دانشکده متعلق به دانشگاه پنسیلوانیا، از دانشگاه‌های خصوصی آیوی لیگ، بوده، و در سال ۱۸۸۱ تأسیس و در شهر فیلادلفیا قرار دارد.
این مؤسسه در خارج از ایالات متحده نیز (همانند دوبی) برنامه‌هایی دارد.